# Paramartyria jinggangana
Paramartyria jinggangana là một loài bướm đêm thuộc họ Micropterigidae. Nó được Yang miêu tả năm 1980. Nó được tìm thấy ở Mount Jinggangshan in Giang Tây.